# Alfredo Foni
Alfredo Foni (ur. 20 stycznia 1911 w Udine, zm. 28 stycznia 1985 w Lugano) – włoski piłkarz i trener.

## Kariera
Foni był obrońcą reprezentacji Włoch w latach 30. W 1936 roku zdobył z reprezentacją Włoch złoty medal olimpijski, w 1938 roku znalazł się w kadrze Włoch na mistrzostwa świata. Występował w Udinese Calcio, S.S. Lazio, Padovie Calcio i Juventusie.

## Kariera trenerska
Po zakończeniu kariery piłkarskiej odnosił sukcesy w pracy trenerskiej. Był trenerem Interu Mediolan w latach 1952–1955 i 1968–1969), z którym zdobył mistrzostwo Włoch w 1953 i 1954 roku. Z reprezentacją Szwajcarii uczestniczył w mistrzostwach świata w 1966 roku. Prowadził też Sampdorię i AS Roma.